# Чорне (Кіровський район)
Чо́рне (рос. Черное) — село в Кіровському районі Ленінградської області, Росія.